# Lausche
Die Lausche (tschechisch Luž, obersorbisch Łysa) ist mit 792,6 m ü. NHN der höchste Berg im Zittauer Gebirge und im gesamten Lausitzer Gebirge sowie die höchste Erhebung in Deutschland östlich der Elbe.

## Lage und Umgebung
Die Lausche erhebt sich über dem Dorf Waltersdorf auf nördlicher und der kleinen Siedlung Myslivny (Jägerdörfel) auf südlicher Seite. Direkt über den Bergrücken verläuft die Staatsgrenze zwischen Deutschland und Tschechien. 700 Meter östlich des Gipfels befindet sich der Pass Wache / Stráž. Am nördlichen Fuß liegt in der vom Kohlflössel durchflossenen Eisgasse die Siedlung Neue Sorge mit dem Sorgeteich. Westlich erhebt sich die Finkenkoppe, im Nordwesten der Weberberg.

## Geschichte
Wegen der augenfälligen Gestalt hieß der Berg noch 1538 im Waltersdorfer Kirchenbuch Spitzer Stein, auch Spitzberg war gebräuchlich. Erst 1631 tauchte die heutige Bezeichnung Lausche auf und verdrängte bis ins 19. Jahrhundert die vormaligen. Der Name leitete sich entweder vom alttschechischen louče für Scheidung, Trennung, Grenze ab oder von luschen, was „auf Wild lauern“, „im Verborgenen liegen“ bedeutet. Bis ins 20. Jahrhundert sprachen die Einwohner von Waltersdorf und Großschönau vom Mittagsbarg, wobei Mittag als Synonym für Süden zu verstehen ist.
Vom 16. bis ins 20. Jahrhundert wurde am Nordhang in bedeutendem Umfang Sandstein abgebaut. Namen wie Wändebruchstiege und Steinbruchweg erinnern bis heute daran. Verwendung fand der Naturstein z. B. als Türstock oder für Steinmetz- und Bildhauerarbeiten. Johann Benedict Carpzov berichtete 1719 in seinem Buch Neueröffneter Ehren-Tempel merckwürdiger Antiquitäten des Marggraffthums Ober-Lausitz von mehreren Erzabbauversuchen an der Lausche und dem benachbarten Butterberg. Sie sollen bis ins Jahr 1538 zurückzuverfolgen sein, gewonnen wurde u. a. Silbererz.
Die touristische Erschließung des Berges ist eng mit Carl Friedrich Mathes verbunden. Gab es zuvor nur einen steilen Pfad am Osthang, legte der Waltersdorfer Krämer und Schuhmacher 1805 einen weiteren Wanderweg zum und einen Rastplatz auf dem Gipfel an. Angeblich ein Traum inspirierte ihn, 1823 den serpentinigen Lausitzer Weg und die Lausche-Baude, zunächst ein einfaches Holzhäuschen, zu errichten. Bis zur Erteilung der Schankkonzession am 31. Juli 1824 kam noch ein Pavillon hinzu. Zur Wasserversorgung diente der 1823 in Stein gefasste Lauscheborn, eine Quelle im mittleren Nordhang. Die 120 Höhenmeter wurden mittels Eseln überwunden. 2005 wurde die Einfassung des Borns erneuert.
Mit Inseraten in den Priviligierten Zittauischen Nachrichten sprach Mathes wanderfreudige Naturfreunde an, pries besonders Aussicht, Sonnenunter- und -aufgänge. Die Werbung führte zu einem sprunghaften Anstieg der Besucherzahlen. 1825 baute er eine Kegelbahn und 1830 einen Tanzplatz hinzu. Zeitgenossen berichteten von Harfnerinnen, Drehorgelspielern und Tänzen zum Geigenspiel. Ab Mai 1831 verkaufte Ignaz Krische Glaswaren als Souvenir, am 15. Mai 1881 feierte der Steinschönauer sein 50-jähriges Gipfeljubiläum. Der Blick von der 1833 angefügten, kleinen Aussichtstribüne wurde vielfach mit jenem von der Schneekoppe gleichgesetzt.
Um die Mitte des 19. Jahrhunderts hielten Mitglieder der Freikirche Bergpredigten auf der Lausche ab. 1851 weilte Ferdinand der Gütige im Schloss Zákupy (Reichstadt) und unternahm Ausflüge in die Umgebung. Extra für den österreichischen Kaiser wurde der Böhmische Weg in Serpentinen über den Südhang geführt. Da dieser Zugang bequemer war als der nördliche, wählte ihn später nicht nur Friedrich August II., König von Sachsen, auch die Eselsgespanne holten das Wasser für die Baude jetzt vom Lauschebrunnen.
Nach mehreren Um- und Neubauten durch die Nachkommen von Carl Friedrich Mathes konnten die Gäste der Lausche-Baude zwischen dem Sächsischen Gastzimmer und den Böhmischen Stüberl wählen. Die Namen waren nicht zufällig gewählt, denn mitten durch den Hausflur führte die Staatsgrenze zwischen dem Königreich Sachsen und dem Kaisertum Österreich, ähnlich den Bauden auf dem Hochwald-Südgipfel. Bezahlt wurde in beiden gängigen Währungen.
Im Rahmen der königlich-sächsischen Triangulation war die Lausche Station 5 des Netzes 1. Ordnung (Mitteleuropäische Gradmessung). Nach Erteilung der Baugenehmigung am 8. Mai 1863 errichtete der sächsische Gradmessungskommissar Christian August Nagel im Oktober 1863 eine der später nach ihm benannten Säulen. Der Baugrund lag auf böhmisch-österreichischem Gebiet (heute Česká republika), die Baukosten betrugen 826 Mark. Der sächsische Vermessungspfeiler wurde 1941 abgerissen, zeitweise existierte auch ein zweiter, böhmischer Pfeiler. 1936 und 1962 fanden auf dem Gipfel astronomische Beobachtungen statt.
Die steigenden Besucherzahlen ließen die alte Berggaststätte zu klein werden. Dank des Einsatzes mehrerer sächsischer Vereine konnte 1892 eine neue, größere Lausche-Baude errichtet werden, getrennt in einen deutschen und einen österreichischen Teil. Im ersteren wurde Zittauer, im zweiten Böhmisch-Zwickauer Bier ausgeschenkt. Die Gasträume waren behaglich mit Kachelöfen, hölzernen Wänden und ausgestopften Vögeln ausgestattet. Gleichzeitig entstanden direkt in der Mitte des Gebäudes ein zehn Meter hoher, hölzerner Aussichtsturm sowie die heutige Ausführung des Lausitzer Wegs auf der Nordseite.
Schon vor dem Jahr 1900 rodelten die Waltersdorfer Kinder mit ihren Kasehitschen (oberlausitzer Wort für einen einfachen, hölzernen Kinderschlitten) den steilen Nordhang herab, dies gilt als Beginn des hiesigen Wintersportgebiets. 1898 initiierte der Lauschenwirt nach Vorbildern aus dem Riesengebirge ein Hörnerschlittenrennen. Seit den 1930er Jahren beherrschten vor allem am Sonntag die Skisportler die Hänge. 1969 wurden drei alpine Skipisten angelegt, die westliche für Slalom, die mittlere für Riesenslalom und die östliche unterhalb der Hubertusbaude für Abfahrtslauf, die beiden letzteren mit Lift.
Die 1923 oder 1928 errichtete Lausche-Sprungschanze ermöglichte nach Umbauten 1955/56 Weiten von 50 Meter. Der obere Teil des Aufsprungs bestand aus einer Holzkonstruktion. 1972 wurde die Sportstätte wegen Baufälligkeit abgebrochen. Erhalten blieb der hölzerne Kampfrichterturm, der heute als Skiheim des Alpinen Skivereins Lausche e. V. dient.
Nach dem Zweiten Weltkrieg (1939–1945) sperrten Stacheldrahtzäune die Staatsgrenze ab. Der Touristenstrom auf den Gipfel und ins Berggasthaus, damalige Eigentümerin Alma Goldberg, versiegte. Am 8. Januar 1946 besuchten viele Waltersdorfer eine Landfilmvorstellung. Beim Wechsel der Filmrollen gegen 18 Uhr sprach sich die Schreckensnachricht schnell herum – die Lausche-Baude brennt. Nach dem weithin sichtbaren Feuer blieben nur die bis heute erkennbaren Grundmauern übrig. Die Unglücksursache konnte und sollte nie geklärt werden, vermutet wurde Brandstiftung. Pläne zum Wiederaufbau bestanden seit den 1960er Jahren, wurden aber nie umgesetzt. 1967 wurden die am nördlichen Mittel- und Oberhang erhalten gebliebenen Rest des montanen Mischwaldes zum 11,7 Hektar großen Naturschutzgebiet Lausche erklärt. Nach der Entfernung der Grenzbefestigungen in den 1970er Jahren war der Gipfel wieder von beiden Seiten zugänglich.
Nach vielen Jahren Planung wurde in den Jahren 2018 bis 2020 auf dem Lauschegipfel um den bestehenden Sendemast herum eine Aussichtsplattform von der Gemeinde Großschönau für 950.000 Euro errichtet. In diesem Zusammenhang konnte auch das Gipfel-Plateau neu gestaltet werden. Die Freigabe der Aussichtsplattform erfolgte am 21. August 2020, dem Tag der Oberlausitz. Der für den Bau benötigte Beton sowie die Bauteile wurden mit einem Hubschrauber auf den Gipfel transportiert.

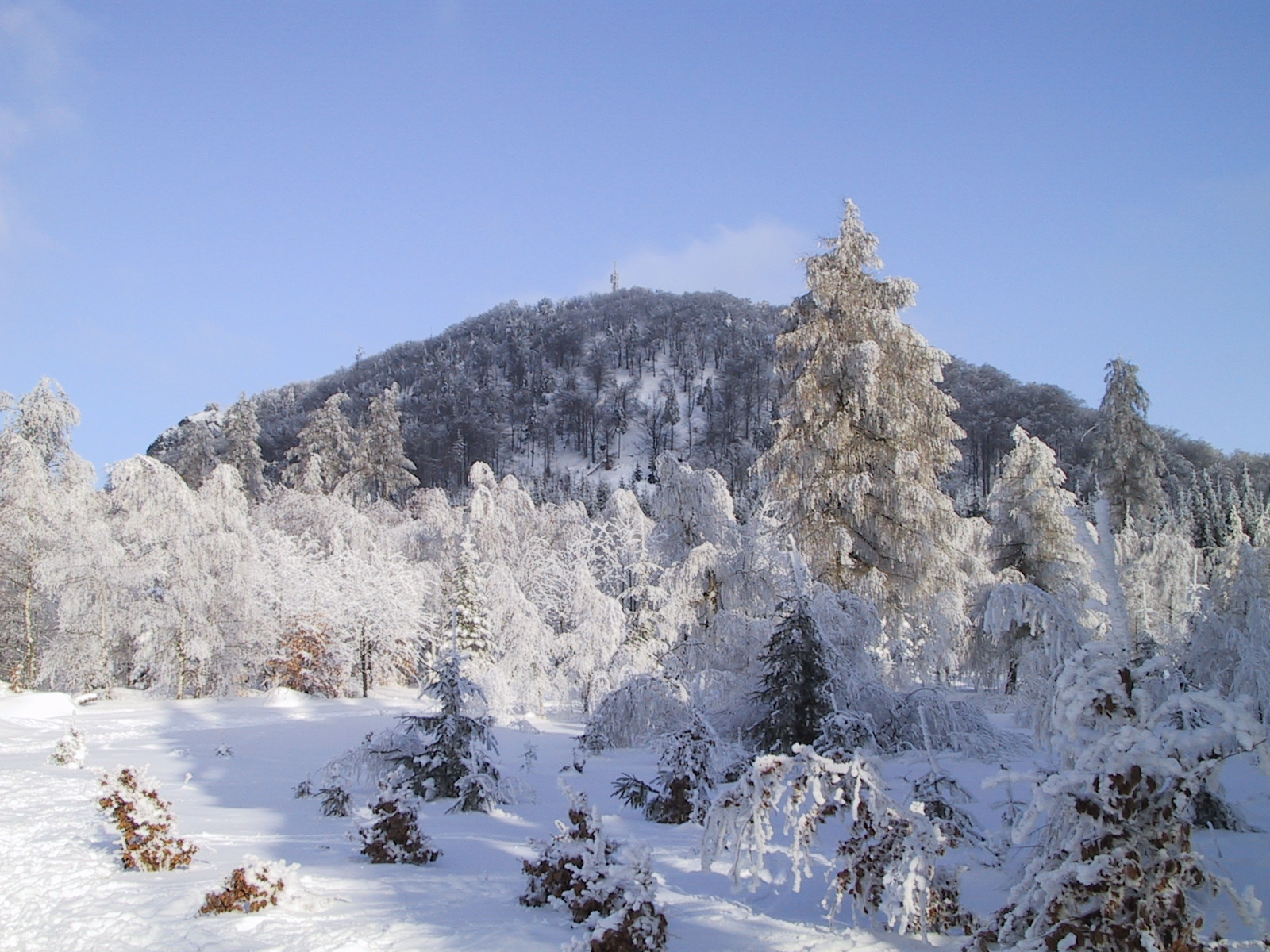
Lausche im Winter
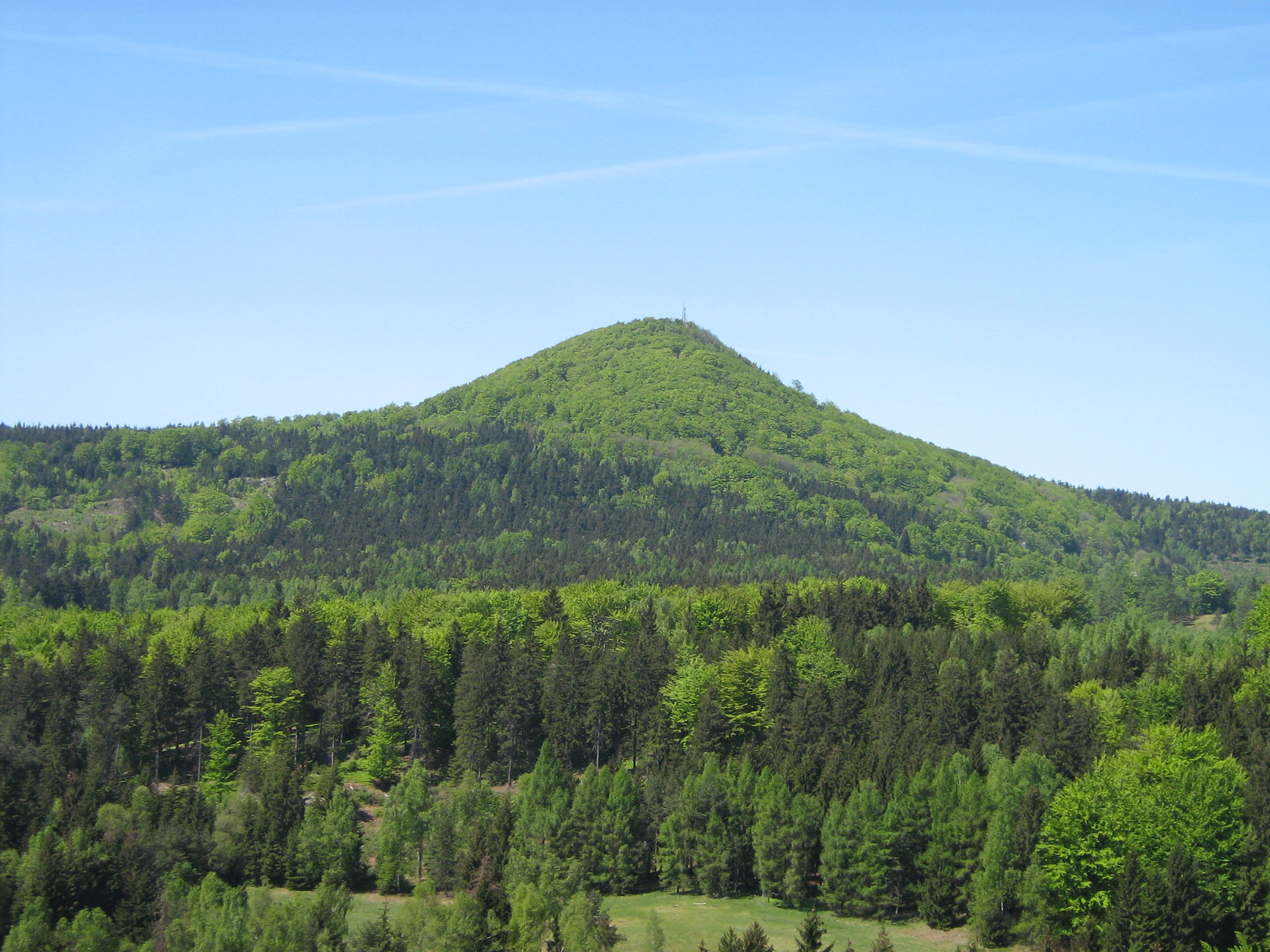
Der Berg von Böhmen aus
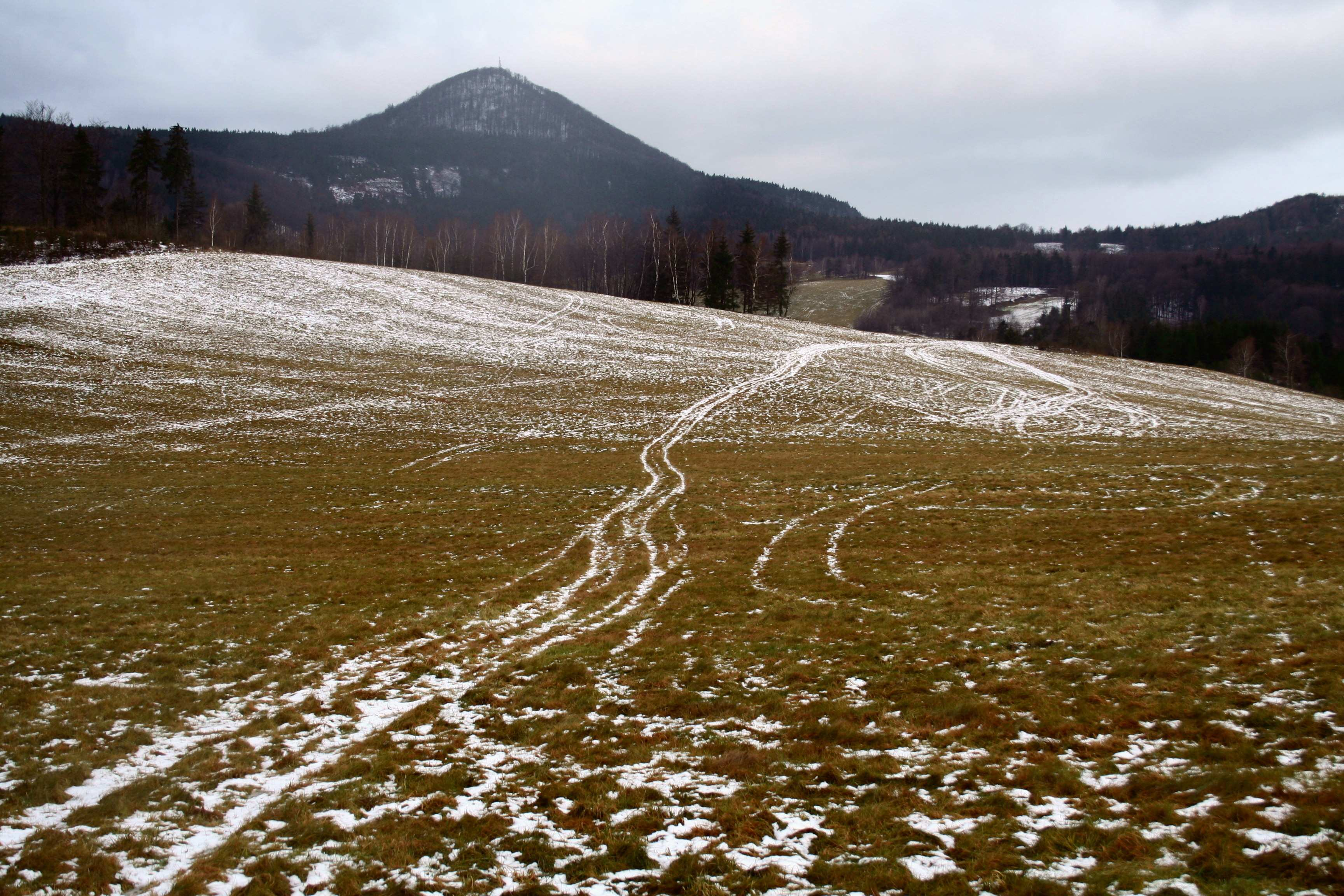
Lausche, vom Plešivec gesehen
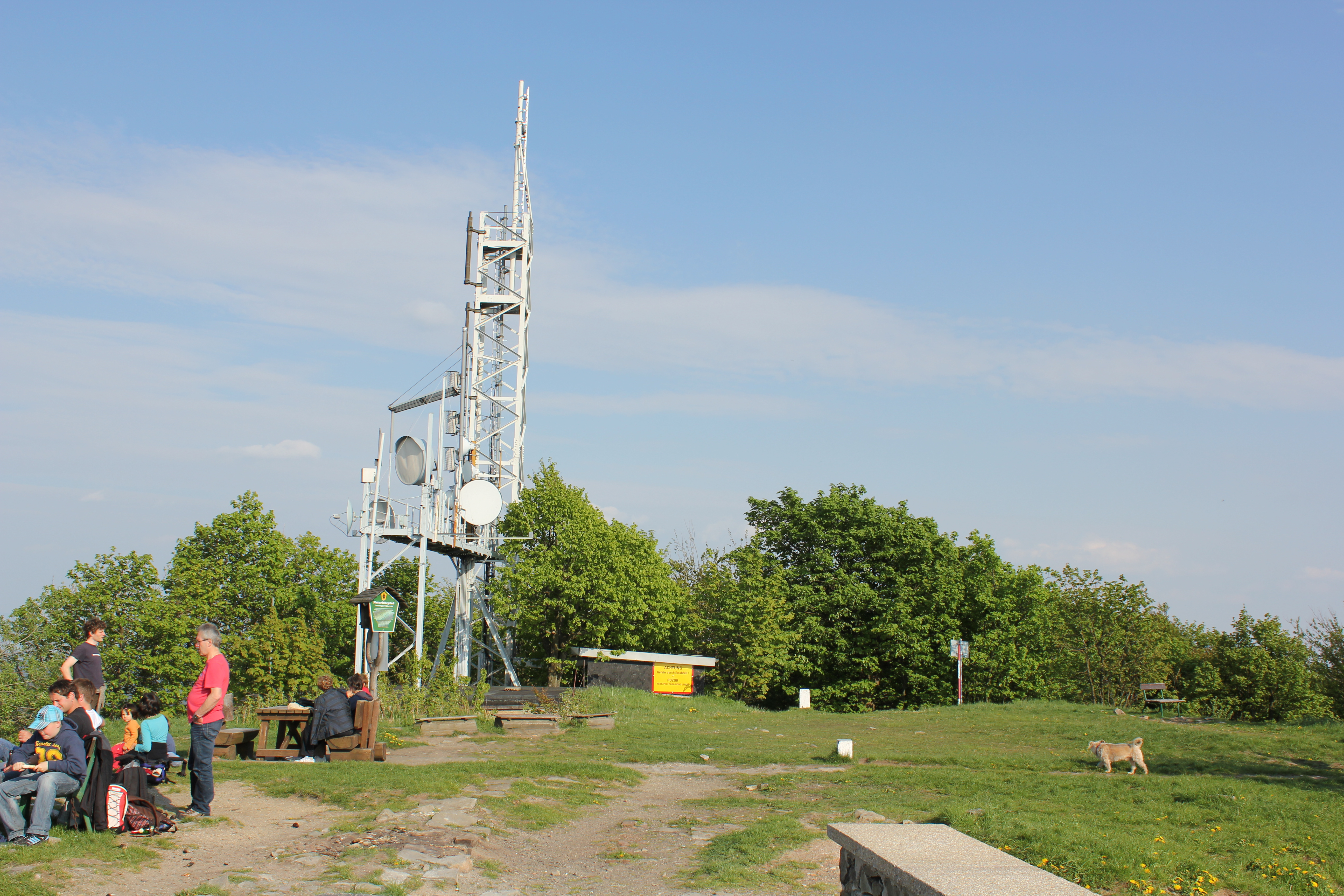
Das Gipfelplateau der Lausche im Jahr 2011
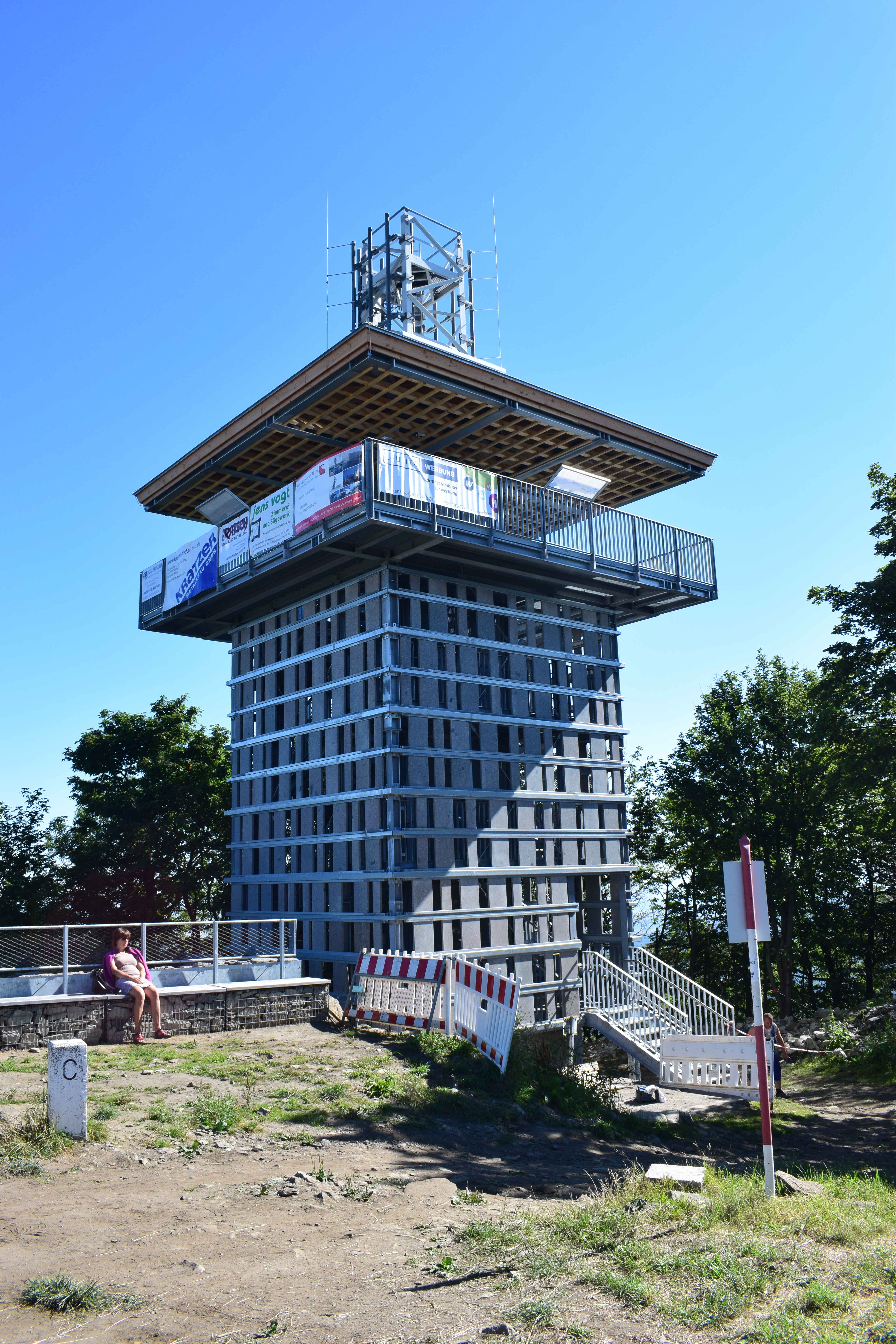
Aussichtsplattform

## Die Sage vom Wundervogel auf der Lausche
Eine Sage über die Lausche lautet so: Nur ausgesprochen selten lässt sich auf der Lausche ein Vogel von wunderlicher Gestalt beobachten. Sein Kopf und Schnabel scheinen von einem Lämmergeier zu stammen, die großen Fittiche vom Fregattvogel, der Schwanz vom Sekretär und der Ständer vom Storch. Das wunderschöne Gefieder ist von einzigartiger Farbenpracht. Dieses so seltsame anmutende Tier ist nichts anderes als ein mit einem bösen Fluch belegter Prinz aus dem Böhmerlande. Der Jüngling galt wegen seines schönen Gesichtes und der reizenden Gestalt, der Fertigkeit in allen Künsten und Wissenschaften seiner Zeit, der menschenfreundlichen und wohltätigen Wesensart als das vollkommene Leitbild eines Fürsten. Nur ein Laster haftete ihm an, er frönte etwas zu übereifrig der Jagd.
Es geschah bei einem Streifzug an den Ausläufern der Lausche. Zur Mittagsstunde umkreiste ein majestätischer Adler den Berg. Vom Bogen des Prinzen ausgesandt traf ein weit wie niemals zuvor fliegender Pfeil den König der Lüfte und dieser stürzte aus dem Himmel gen Boden. Der unglückliche Zufall wollte es, dass er in einen damals auf der Lausche befindlichen Garten eines Zauberers fiel. Der in den schwarzen Künsten bewanderte Mann schreckte durch das dabei verursachte Getöse aus seinem Mittagsschlaf empor und ward wütend über die Schäden an den Sträuchern und Blumen. Als er den Schützen mit seinem Bogen gewahr, griff der Magier zu seinem Zauberstab, berührte ihn damit und sprach die Worte: „Sei einer des Geschlechts, wovon du einen getötet, so lange, bis dich ein Jäger, der seiner Herrschaft nie etwas veruntreut hat, erlegt!“ Der Prinz wartet bis zum heutigen Tag auf seine Erlösung.

## Geologie
Die Lausche lagert marinen Sandsteinserien der Oberkreide auf, welche dem Nordostrand des Böhmischen Kreidebeckens zuzuordnen sind. Aufschlüsse befinden sich in den ehemaligen Steinbrüchen etwa 750 m nord- bis nordwestlich des Gipfels (Helleberg-, Mittel- und Wändesteinbruch). Am Fuß der Lausche lässt sich der Sandstein anhand einiger Lesesteine bis auf ca. 710 m NN nachweisen, Aufschlüsse fehlen allerdings. Es ist anzunehmen, dass die in dieser Höhenlage anzutreffenden Sandsteine dem oberen Unterconiac (ca. 89 Mio. Jahre) angehören.
Die nachfolgend erläuterte känozoische Entwicklung an der Lausche beruht auf den Erkenntnissen einer geologischen Detailkartierung und der darauf aufbauenden vulkanologischen Rekonstruktion des Berges, welche 2017 publiziert wurde:
An der Lausche ist der Rest eines terrestrischen Granitschuttfächers erhalten. Der Schuttfächer stammt aus dem granitoiden Grundgebirge der Lausitz, welches nur ca. 1,25 km nördlich der Lausche zu Tage tritt. Infolge einer weiträumigen tektonischen Hebung des Lausitzer Grundgebirges entlang der Lausitzer Überschiebung wurde der Granit abgetragen und zum Beginn des Tertiärs in das unmittelbar südlich benachbarte Sandsteingebiet geschüttet. Infolge der Überdeckung des reliktischen Schuttfächers durch Laven, welche im Unteroligozän eruptierten (siehe unten), ist dieser bis heute vor einer kompletten Erosion bewahrt worden.
Gleichartige Ablagerungen sind vom Sonneberg ca. 1,5 km östlich der Lausche bekannt.
Beim Bergkegel der Lausche handelt es sich um den Rest von zwei Vulkanen, welche im Unteroligozän dicht beieinander, jedoch zeitlich versetzt eruptierten.
Die vulkanischen Aktivitäten begannen durch phreatomagmatische Eruptionen. Hierbei geriet aufsteigendes Magma in Kontakt mit Grundwasser, was im Untergrund zu mehrfachen thermohydraulischen Explosionen führte, welche das Magma sowie das umgebende Nebengestein schockwellenartig fragmentierten. So entstand an der Lausche ein initialer Maar-Diatrem-Vulkan, wobei es sich um einen auf den Explosionspunkt zulaufenden Einsturztrichter im Untergrund (Diatrem) handelt, der sich im obersten Teil zu einem Krater (Maar) weitet.
Indem die Grundwasserzufuhr schrittweise zum Erliegen kam, erreichte das nachfolgende Magma die Erdoberfläche. Es schlossen sich vor ca. 31 Mio. Jahren strombolianische Eruptionen an, hervorgerufen durch die Freisetzung von Gas aus der aufsteigenden Schmelze. Es wurden aufgeschäumte Lavafetzen – sogenannte Schlacken – ausgeworfen und an der Lausche entstand ein Schlackenkegel. Mit abnehmendem Gasgehalt der Schmelze kamen die strombolianischen Aktivitäten zum Erliegen und es erfolgte ein direkter Übergang zur „stillen“ (nicht explosiven) Lavaeffusion, wodurch der Krater des Schlackenkegels mit einem tephritischen Lavasee aufgefüllt wurde. Dieser durchbrach den Schlackenkegel im Süden und ergoss sich als Lavastrom bis auf den umgebenden Sandstein.
Am Roten Hübel treten rotfarbene Aschen- und Schlackentuffe aus dem Wanderweg heraus. Gegenüber dem einstigen Kampfrichterturm stehen rotbraune, schwach violette Schlackenlapillisteine des Schlackenkegels an, die hier im Kontakt zu dem darüber liegenden tephritischen Lavasee (schwarzgraue Klippen am Felseinschnitt der ehemaligen Skisprungschanze) anzutreffen sind. Die Schlackenlapillisteine bedingen aufgrund ihrer tonig verwitternden Aschenanteile einige Wasseraustritte, wie nahe der Lausitzer Hütte (Quelle des Schwarzen Grabens), wo sich eine standorttypische Quellflur entwickelt hat, sowie am Lauscheborn.
Auf dem Skihang der Lausche, unweit unterhalb der Hubertusbaude tritt Sandstein in fingerstarken Säulen zu Tage. Diese Absonderung ist das Ergebnis einer thermalen Überprägung durch den hier inzwischen abgetragenen Schlackenkegel, wobei sich die Säulen durch Kontraktionsrisse senkrecht zur Abkühlungsfront ausrichteten. Der Aufschluss wurde erstmals 1939 und zuletzt 2002 als geologisches Naturdenkmal Sandsteinsäulen auf den Lauschewiesen unter Schutz gestellt.
Vor etwa 29 Mio. Jahren setzte erneut Vulkanismus ein und Phonolith-Lava stieg auf. Aufgrund ihrer hohen Viskosität (Zähflüssigkeit), die auf den gegenüber einer basaltischen, z. B. tephritischen Schmelze höheren Silizium- sowie Kristallgehalt zurückzuführen ist, wuchs durch langsame Lavaextrusionen der zweite Vulkantyp – ein Lavadom – heran, der heute den markanten Bergkegel der Lausche bildet. Das Gestein ist am Hickelstein weiträumig aufgeschlossen und kleidet die Hänge zu allen Seiten des Berges in Form ausgedehnter, pleistozäner Schuttdecken ein. Der Hickelstein kann als ein separater (eventuell erster) Lobus innerhalb des in sich geschlossenen Lavadoms angesehen werden. Die petrographische Zusammensetzung von graubraunen Brekzien am Nordhang des Berges dokumentiert eine explosive Aktivität während der Lavadom-Phase, da diese Pyroklastika phonolithische Bimse sowie Gesteinsfragmente aller vorangegangenen Vulkanphasen der Lausche und des prä-vulkanischen Nebengesteins enthalten.
Weiterhin tritt Phonotephrit an der Lausche ausschließlich in Form von Lesesteinen ohne räumliche Konzentration auf, was eine vulkanologische Interpretation erschwert. Gegenwärtig wird angenommen, dass der Phonolithdom spätmagmatisch durch phonotephritische Lava gangartig durchdrungen wurde.
Das Auftreten leicht verwitternder Vulkangesteine (Tuffe, Brekzien) am heute höchsten Berg der Oberlausitz und die noch gut erhaltene Form des Lavadoms belegen eine sehr geringe Abtragung des Lausche-Vulkans, welche auf eine – geologisch betrachtet – junge Hebung des Lausitzer Gebirges zurückzuführen ist, die im oberen Unterpleistozän einsetzte und deren Höhepunkt vor 0,32 Mio. Jahren angenommen wird. Der Höhepunkt dieser neotektonischen Hebung wurde wahrscheinlich durch die zweimalige Be- und Entlastung der Erdkruste infolge der beiden elsterkaltzeitlichen Inlandeisbedeckungen der Oberlausitz im Mittelpleistozän ausgelöst.

## Flora und Fauna

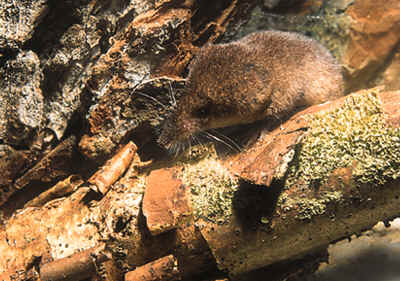
Alpenspitzmaus

Die geografische Breite und Höhe der Lausche ist zwar relativ gering, trotzdem herrscht das montane Klima des oberen Mittelgebirges. Die klimatologische Sonderstellung zeigt sich in niedrigeren Jahresmitteltemperaturen als in der Umgebung, hohen Niederschlagsmengen, langer Schneebedeckung und extremer Windbelastung. In der Pflanzen-, Pilz- und Tierwelt schlägt sich dies in der Anwesenheit mittel- bis hochmontaner und sogar subalpiner Arten nieder, die hier als Eiszeitrelikte überleben. An der Flora der Lausche lässt sich außerdem der Wechsel der Bodenverhältnisse gut ablesen.
Wo sich heute am Nordhang unterhalb der einstigen Sandsteinbrüchen lichtere Wälder aus Hänge-Birken und Wald-Kiefern präsentieren, zeigen ältere Ansichtskarten und Fotografien waldfreie Sandhalden. Die Lauschewiesen auf der Nordostflanke sind am Bergfuß trotz des Sandsteinuntergrunds nährstoffreich, daher dominieren hier typische Grünlandarten wie Löwenzahn, Wiesen-Fuchsschwanz, Gewöhnliches Knäuelgras, Schlangen-Knöterich, Wiesen-Sauerampfer und Großer Wiesenknopf. Die mageren Flächen hangaufwärts zeigen einen größeren Artenreichtum an Gräsern, z. B. Draht-Schmiele, Rot-Schwingel, Rotes Straußgras und Mittleres Zittergras, sowie Wiesenblumen, u. a. Rundblättrige und Wiesen-Glockenblume, Acker-Hornkraut, Wiesen-Margerite, Geöhrtes-, Kleines und Orangrotes Mausohrhabichtskraut, Knöllchen-Steinbrech und Acker-Witwenblume. Auf einer Fläche oberhalb der Lausitzer Hütte hat sich ein sog. Borstgrasrasen entwickelt, hier wachsen neben dem namensgebenden Borstgras auch Arnika, Blutwurz, Echtes Johanniskraut und Pracht-Nelke.
Der o. g. Quellhorizont führt zu einem Wasserreichtum. Die Lauschewiesen sind im oberen Bereich daher punktuell vernässt. Aus der hier auftretenden Pflanzenvielfalt seien Sumpf-Dotterblume, Kuckucks-Lichtnelke, Wiesen-Schaumkraut, Hohe Schlüsselblume und Braun-Segge erwähnt. Im Wald werden die Ufer der kleinen Quellbäche von einer entsprechenden Quellflur gesäumt, besonders gut ausgeprägt am Schwarzen Graben. Hier gedeihen Arten wie Sumpf-Dotterblume, Behaarter Kälberkropf, Gegenblättriges Milzkraut, Bach-Nelkenwurz, Weiße Pestwurz, Sumpf-Pippau, Bitteres Schaumkraut Hain- und Sumpf-Sternmiere.
Im Quellbereich der Bäche lebt der Alpenstrudelwurm, der sehr kaltes und außergewöhnlich reines Wasser benötigt. Daher wird das Relikt der letzten Eiszeit bereits wenig bachabwärts vom Dreieckstrudelwurm abgelöst. Die beiden Planarien teilen ihr Biotop mit den Flussmützenschnecken und den Larven der Köcherfliegen. Die Amphibien sind mit dem Grasfrosch vertreten.
Auf dem frischen bis sickerfeuchten und relativ nährstoffreichen Boden über dem Klingstein stockt ein mesophiler Buchen-Mischwald aus Rot-Buchen, Berg- und Spitz-Ahorn, Gemeinen Eschen und Berg-Ulmen. Die Krautschicht weist zahlreiche anspruchsvolle Waldbodenpflanzen auf, darunter Wald-Bingelkraut, Ähriges Christophskraut, Purpur-Hasenlattich, Weiße Pestwurz, Hain-Sternmiere, Waldmeister und Wald-Veilchen. Aufwärts wird der Boden stetig flachgründiger, nährstoffärmer und kann schlechter Wasser speichern. Der Wald wird daher farnreicher, dominierende Arten sind Buchenfarn, Eichenfarn, Wald-Frauenfarn, Dorniger- und Echter Wurmfarn. Im Gipfelbereich zeigen die Bäume mit ihrem kleineren Wuchs sowie den durch Wind und Schneebruch gelichteten Baumkronen die harten Bedingungen an. Die hiesigen Rasen auf feinerdarmen Böden der Steilhänge bildet hauptsächlich das Wollige Reitgras, besonders auffällig sind die Horste des Wald-Reitgrases. In der flachen Senke vor dem Hickelstein blühen im Juni große Bestände an Quirlblättriger Weißwurz.
Ab den 1970er Jahren ließen die Luftverschmutzung durch die Braunkohlekraftwerke die Fichtenforste im Zittauer Gebirge großflächig absterben, dazu kam der strenge Winter 1979/80. Besonders dramatisch war der exponierte Lausche-Kamm betroffen. Als Ergebnis ließ sich bis in die 1990er über dem Sandstein eine eigentümliche Pflanzengemeinschaft beobachten. Zwischen gedrungenen, verkrüppelten Birken, Lärchen, Rot-Buchen und Vogelbeeren wuchsen Adlerfarn, Heidekraut, Weiches Honiggras, Draht-Schmiele, Wiesen-Wachtelweizen, Heidel- und Preiselbeere. Die wärme- und lichtliebenden Arten der Bodenflora sind inzwischen weitgehend verschwunden, nur das Pfeifengras ist noch häufiger anzutreffen. Der nachgewachsene, gesunde Nadelwald hat nur noch mit dem rauen Standortverhältnissen zu kämpfen. Neben Fichten, Lärchen und Wald-Kiefern zeigen sich vereinzelt Berg-Kiefern. Die eingestreuten Küsten-Kiefern sind Reste einer Wiederaufforstung in den 1920er Jahren, durch eine Massenvermehrung der Nonne waren große Kahlflächen entstanden. Auch in den 1980er Jahren sollte diese nordamerikanische Art die baumleeren Bereiche füllen, erwies sich aber als anfällig für Schneebruch.
Auf der Lausche überschneiden sich die Verbreitungsgebiete von Tierarten der Alpen sowie der Sudeten und Karpaten. Zu ersteren zählen die sonst in den Ostalpen heimische Regenwurmart Eisenia lucens sowie die hier erst 1981 entdeckte Alpenspitzmaus. Das Habitat der versteckt lebenden Spitzmaus ist mit circa 10 Hektar sehr klein und beginnt bei etwa 700 Höhenmetern. In Sachsen steht sie auf der Roten Liste, das nächste deutsche Vorkommen liegt in der Rhön, näher sind die auf den benachbarten tschechischen Bergkuppen von Tannenberg und Kleis. Die Riesenspringschwanzart Tetrodontophora bielanensis besitzt ihren Verbreitungsschwerpunkt in den Karpaten, westlich markiert die Elbe die Grenze. Auf der Lausche lässt sich das tief blaugrau gefärbte Urinsekt ab 500 Höhenmetern an feuchten Tagen auf Moosen, Farnen und den Blättern der Pestwurz beobachten.

## Tourismus
Während der Wintersportsaison locken die steilen nordseitigen Pisten und gespurten Loipen die Skiläufer an. Die abwechslungsreiche Geologie und Biologie, besonders aber das Panorama ziehen jährlich mehr als zehntausend Wanderer auf die Lausche. Die Aussicht umfasst Iser-, Riesen-, Jeschken- und Böhmisches Mittelgebirge, Sächsisch-Böhmische Schweiz sowie Lausitzer Bergland. Mögliche Ausgangspunkte für den Aufstieg sind Waltersdorf und Myslivny, auf deutscher Seite zweigt vom Kammweg und heutigen Oberlausitzer Bergweg der Lausitzer Weg zum Gipfel ab, auf tschechischer Seite vom Europäischen Fernwanderweg E3 der Böhmerweg, der hier auch als Skilanglaufweg ausgebaut ist. Unterhalb des Gipfels auf tschechischer Seite gibt es mehrere beliebte und gut besuchte Bauden.
| Osten      | Isergebirge mit Tafelfichte und Siechhübel, dahinter Riesengebirge mit Schneekoppe                                                     |
| Südosten   | Jeschken |
| Süden      | Bösige, Grünberg, Ortelsberg, Dürrberg, Horní Světlá (Oberlichtenwalde), Daubaer Schweiz                                               |
| Südwesten  | Česká Lípa (Böhmisch Leipa), Wilschtberg, Kleis, Geltschberg, Zinkenstein, Milleschauer                                                |
| Westen     | Finkenkoppe, Kaltenberg, Tannenberg, Großer Winterberg, Lilienstein, Kleiner Winterberg, Fernsehturm Dresden                           |
| Nordwesten | Weberberg, Seen bei Rybniště (Teichstatt), Tanzplan, Unger, Lausitzer Bergland                                                         |
| Norden     | Varnsdorf (Warnsdorf), Varnsdorfský Špičák (Warnsdorfer Spitzberg), Kottmar, Löbauer Berg                                              |
| Nordosten  | Waltersdorf, Großschönau, Rotstein, Königshainer Berge, Landeskrone, Hainewalde, Breiteberg, Olbersdorfer See, Zittau, Kraftwerk Turów |